# Турривалиньяни
Турривалиньяни (итал. Turrivalignani) — коммуна в Италии, располагается в регионе Абруццо, в провинции Пескара.
Население составляет 845 человек (2008 г.), плотность населения составляет 141 чел./км². Занимает площадь 6 км². Почтовый индекс — 65020. Телефонный код — 085.
Покровителем коммуны почитается святой первомученик Стефан, празднование 26 декабря.

## Демография
Динамика населения:

## Администрация коммуны
- Официальный сайт: